# Hengdorf
Hengdorf (fränkisch: Hängdoaf) ist ein Gemeindeteil der Gemeinde Rohr im Landkreis Roth (Mittelfranken, Bayern). Hengdorf liegt in der Gemarkung Regelsbach.

## Geografie
Durch das Dorf fließt der Zwieselbach und der Regelsbach, der dort als rechter Zufluss in den Zwieselbach mündet. Im Norden liegen der Höhenberg und die Pilzleite, im Süden befindet sich der Rotenberg. Die Kreisstraße RH 11 führt nach Nemsdorf (1,1 km östlich) bzw. nach Regelsbach zur Staatsstraße 2409 (1,3 km westlich). Ein Anliegerweg führt zum Zwieselhof (0,8 km nordwestlich).

## Geschichte
Der Ort wurde 1272 als „Hegendorf“ erstmals urkundlich erwähnt, als Albrecht Rindsmaul alle seine Besitzungen in und um Hegendorf an den Nürnberger Bürger Nützel. verkaufte. Das Bestimmungswort des Ortsnamens ist Hego, der Personenname des Siedlungsgründers.
Die schlimmste Not brachte der Dreißigjährige Krieg von 1618 bis 1648. Durch den Krieg und die Pest starben ganze Familien aus. Die Ortschaft wurde erst durch Exulanten aus Oberösterreich wieder belebt, die in der Gegenreformation aus dem „Landl ob der Ems“ vertrieben wurden. Mehr als ein Drittel des Pfarrvolkes nach dem Dreißigjährigen Krieg waren Emigranten, und zwar vorwiegend aus Kärnten.
1732 gab es laut den Oberamtsbeschreibungen von Johann Georg Vetter in Hengdorf 3 Anwesen. 2 Anwesen unterstanden dem Amt St. Klara der Reichsstadt Nürnberg, 1 Anwesen dem Nürnberger Eigenherrn von Nützel. Gegen Ende des 18. Jahrhunderts gab es in Hengdorf 4 Anwesen. Das Hochgericht übte das brandenburg-ansbachische Oberamt Schwabach aus. Einen Gemeindeherrn hatte der Ort nicht. Grundherren waren die Reichsstadt Nürnberg (Landesalmosenamt: 1 Halbhof; Amt St. Klara und Pillenreuth: 2 Ganzhöfe) und der Nürnberger Eigenherr von Nützel (1 Halbhof).
Von 1797 bis 1808 unterstand der Ort dem Justiz- und Kammeramt Schwabach. 1800 gab es im Ort 3 Anwesen.
Im Rahmen des Gemeindeedikts wurde 1808 Hengdorf dem Steuerdistrikt Regelsbach (II. Sektion) und der 1818 gebildeten Ruralgemeinde Regelsbach zugeordnet. Am 1. Mai 1978 wurde Hengdorf im Zuge der Gebietsreform in Bayern in die Gemeinde Rohr eingegliedert.
Seit 1901 hat Hengdorf eine eigene Freiwillige Feuerwehr (FF), die sich von der 25 Jahre vorher gegründeten FF Regelsbach abspaltete. Im Jahr 1904 kam der Ort Nemsdorf hinzu. Die Feuerwehr heißt seither Freiwillige Feuerwehr Hengdorf-Nemsdorf. Im Jahre 1946 folgten dann noch die Kameraden von Göckenhof. Der Name wurde jedoch nicht mehr verändert. Die FF Hengdorf-Nemsdorf hat seit 1994 ein Fahrzeug (TSF-W) und ein erweitertes Feuerwehrhaus. Im Jahr 2001 wurde das 100-jährige Jubiläum gefeiert.
Im Jahr 2012 wurde von einem Landwirt oberhalb des Dorfes eine Biogasanlage errichtet, die seit 2013 17 Häuser in Hengdorf mit Wärme für Heizung und Warmwasser versorgt.

### Baudenkmal
- Haus Nr. 23: Bauernhof[13]

### Einwohnerentwicklung
| Jahr      | 001818 | 001840 | 001861 | 001871 | 001885 | 001900 | 001925 | 001950 | 001961 | 001970 | 001987 | 002018 |
| Einwohner | 40     | 63     | 87     | 74     | 72     | 67     | 63     | 70     | 51     | 51     | 54     | 63     |
| Häuser    | 4      | 8      |        |        | 12     | 11     | 11     | 10     | 12     |        | 15     | 20     |
| Quelle    | [ 15 ] | [ 16 ] | [ 17 ] | [ 18 ] | [ 19 ] | [ 20 ] | [ 21 ] | [ 22 ] | [ 23 ] | [ 24 ] | [ 25 ] |        |

## Religion
Der Ort ist seit der Reformation evangelisch-lutherisch geprägt und bis heute nach St. Georg (Regelsbach) gepfarrt. Die Katholiken sind nach St. Sebald (Schwabach) gepfarrt.